# بخور مريم لبناني

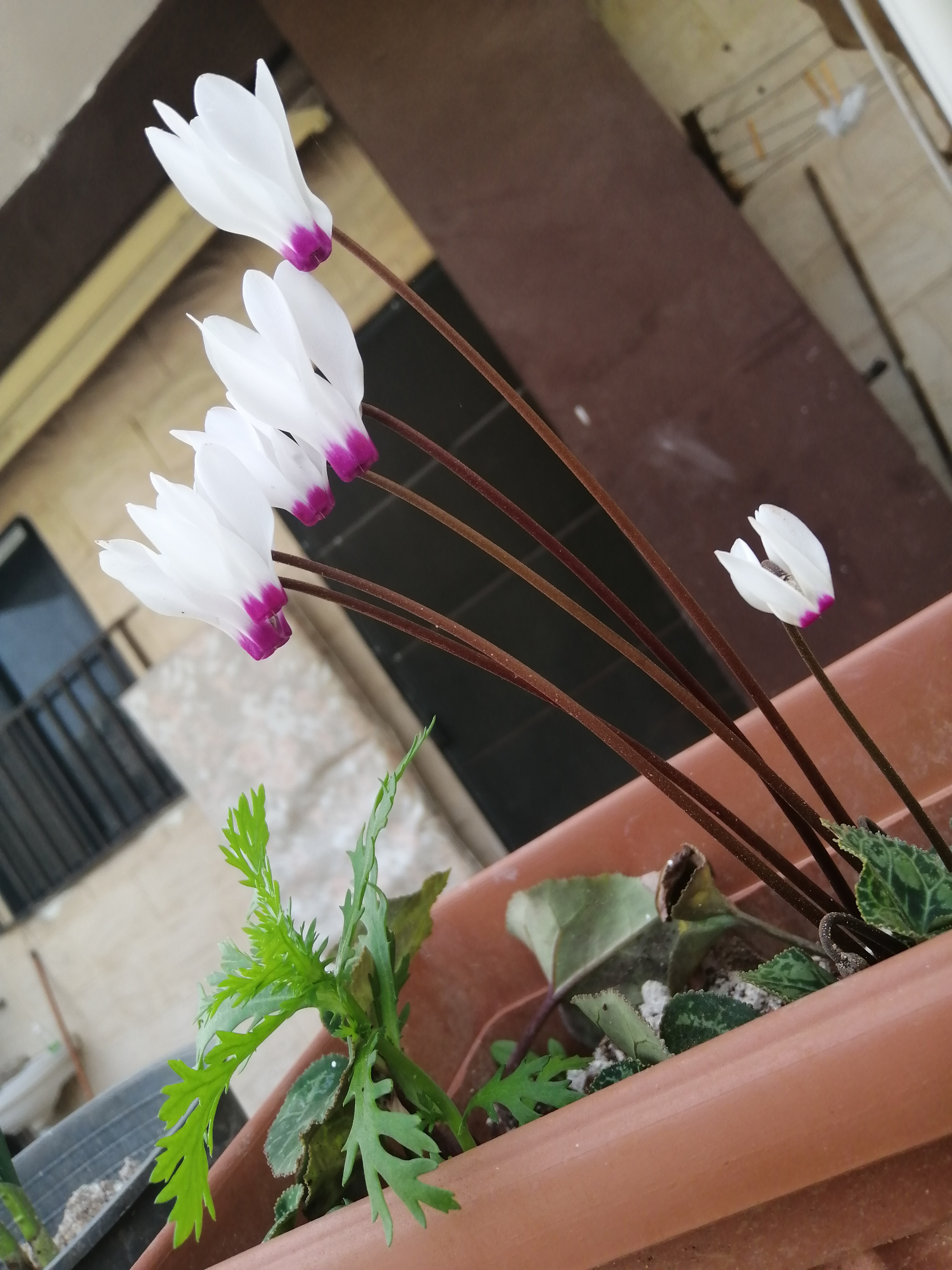
بخور مريم

بخور مريم اللبناني أو سُكَع لبناني (باللاتينية: Cyclamen libanoticum) نوع نباتي عشبي يتبع جنس بخور مريم من الفصيلة المرسينية. وهو نوع من النباتات المزهرة في عائلة Primulaceae. موطنه الأصلي هو منطقة صغيرة في جبال لبنان شمال شرق بيروت على ارتفاع 750-1400 متر (2460-4590 قدم)، داخل محمية جبل موسى للمحيط الحيوي وما حولها. من الشتاء إلى الربيع، تحمل أزهارًا ذات رائحة فلفلية مع 5 بتلات بيضاوية تفتح باللون الأبيض، ثم تتحول إلى اللون الوردي الباهت، وعادةً ما تكون مع علامة قرمزية أرجوانية غير منتظمة عند القاعدة. الأوراق على شكل قلب، ذات لون رمادي-أخضر مع نمط رأس سهم أغمق. تنتج الدرنة جذورًا من جانب واحد فقط من القاع.
بخور مريم ×wellensiekii Iets. هو هجين تم الحصول عليه في عام 1969 في هولندا بين هذا النوع و Cyclamen cyprium - وهو نوع آخر من النوع الفرعي Gyrophoebe. يحتوي هذا الهجين الخصب على زهور وردية من نوفمبر حتى مارس.
بخور مريم × شوارزي غراي ويلسون هو هجين خصب بخور مريم بسيوديبيريكوم × بخور مريم ليبانوتيكوم. يمكن لهذا الهجين أن يتقاطع مع أحد الوالدين.

## البيئة والانتشار
موطنه بلاد الشام.